# Rolf Lindquist

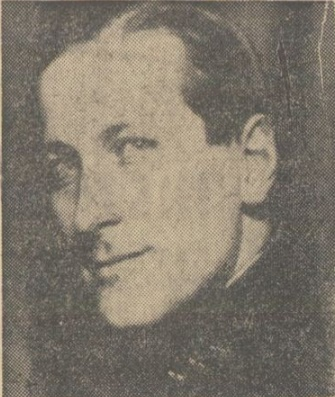
Rolf Lindquist.

Rolf Axel Lindquist, född 17 december 1895 i Göteborg, död 24 november 1944 i Stockholm, var en svensk militär. Han var son till Lars Lindquist.
Lindquist blev fänrik vid Göta artilleriregemente 1918, löjtnant 1920, kapten vid generalstaben 1931, vid Norrlands artilleriregemente 1936, major där 1938, överstelöjtnant där 1941 och vid generalstabskåren 1942. Han var chef för arméstabens personalavdelning 1942–1944 och blev överste och souschef vid arméstaben 1944.
Lindquist omkom ombord på S/S Hansa när hon sänktes av en sovjetisk ubåt på Östersjön den 24 november 1944.